# Социальная установка
Социальная установка, или англиц. аттитю́д (attitude «отношение»), — предрасположенность (склонность) субъекта к совершению определённого социального поведения; при этом предполагается, что аттитюд имеет сложную структуру и включает в себя ряд компонентов: предрасположенность воспринимать, оценивать, осознавать и, как итог, действовать относительно данного социального объекта (явления) определённым образом.
В социальной психологии под социальной установкой понимается определённая диспозиция индивида, в соответствии с которой тенденции его мыслей, чувств и возможных действий организованы с учётом социального объекта.
Аттитюд — это особый тип убеждения, представляющий собой сложившуюся оценку некоего объекта.
Важно разводить понятия «установка» (set), введённое и разрабатываемое в школе Д. Н. Узнадзе, и «социальная установка» (attitude). Принципиальным отличием социальной установки является то, что она понимается как состояние сознания человека и функционирует на уровне социума.
Понятие социальной установки является одним из центральных в социальной психологии, а её изучение представляет собой отдельную самостоятельную ветвь исследований.

## Этапы развития представлений о социальной установке

#### Открытие феномена аттитюда
Понятие «аттитюд» было введено социологами У. Томасом и Ф. Знанецким в 1918 году. В это время авторы проводили совместное исследование «Польский крестьянин в Европе и Америке», которое заключалось в изучении адаптации польских крестьян, эмигрировавших из Европы. В процессе исследования учёные установили, что адаптация происходит в результате тесной взаимозависимости между индивидом и социальной организацией. Таким образом, ими было предложено ввести понятия «социальные ценности» и «социальная установка» для обозначения социальной организации и для обозначения индивида соответственно. Томас и Знанецкий определили социальную установку как психологическое переживание индивидом ценности, значения, смысла социального объекта, состояние сознания индивида относительно некоторой социальной ценности.
Открытие феномена аттитюда произвело настоящий фурор в психологической науке. Этот период ознаменован активным ростом дискуссий вокруг феномена аттитюда, принимаются многочисленные попытки формулирования его чёткого определения.
Американский психолог Г. Олпорт провел обзор и анализ всех предложенных и имевшихся на тот момент дефиниций понятия аттитюда и в 1935 г. предложил свое определение данного феномена, основанное на проведенном обзоре. Автор определил аттитюд как «состояние психонервной готовности, сложившееся на основе опыта и оказывающее направляющее и (или) динамическое влияние на реакции индивида относительно всех объектов или ситуаций, с которыми он связан».
Вслед за этим активно велись предложения и поиск методов изучения аттитюдов.
Л. Терстоун и его сотрудники выполнили в конце 20-х — начале 30-х с помощью разработанной ими шкалы разных интервалов, базирующейся на методе экспертных оценок, серию исследований, посвящённых измерению отношения к войне, смертной казни, церкви, цензуре и другим общественным институтам, а также обычаям, традициям, проблемам расовой и национальной принадлежности. Разработка установочных шкал явилась огромным шагом в развитии социальной психологи и социологии, однако вскоре обнаружились трудности в использовании шкалы, которые упирались в неоднозначность самого понятия социальной установки и её структуры.
Следующим шагом в измерении установок явились шкалы Р. Лайкерта, предложившего альтернативу терстоуновской шкале. Задания для измерения аттитюдов теперь базировались на мнении испытуемых, а не на использования экспертных оценок.

#### 1940—1950-е годы
В этот период происходит угасание интереса к феномену аттитюда, а также спад в исследованиях по данному вопросу. Однако в 1942 г. американский психолог М. Смит, описывая всю сложность феномена социальной установки, делает большой шаг на пути изучения социальной установки, определяя ее трёхкомпонентную структуру, включающую когнитивный компонент, аффективный и поведенческий.

#### 1950—1960-е годы
Возобновляется рост исследований аттитюдов. Наиболее волнующей областью в вопросе изучения социальной установки становится исследование процесса её изменения. В это время в Йельском университете проводится ряд исследований под руководством К. Ховланда на тему убеждающей коммуникации, делая акцент на изучение связи между компонентами аттитюда. Автор и его команда в своих исследованиях отталкивались от представлений о процессе изменения социальных установок.

#### 1970-е годы
Очередной спад активности, застой в области изучения аттитюда. Накопившийся за весь период изучения феномена социальной установки материал не представлялось возможным собрать воедино в целостную картину. Таким образом, этот этап явился периодом признания кризиса в изучении аттитюдов, переосмысления полученных знаний по вопросу социальной установки, переоценки имеющихся на тот момент противоречий.

#### 1980—1990-е годы
Интерес исследователей сосредотачивается на изучении аттитюдных систем как комплексных образованиях, которые включают в себя основные реакции человека на некоторый социальный объект.

## Структура аттитюда
М. Смит в 1942 г. предложил трёхкомпонентную структуру аттитюда:
- когнитивный компонент (осознание объекта социальной установки)
- аффективный компонент (эмоциональная оценка объекта)
- поведенческий компонент (поведение по отношению к объекту)

Все элементы структуры находятся в тесной взаимосвязи между собой, и изменение одной из них влечёт за собой изменение других.
После описания Смитом данной классификации в научном сообществе возникло немало вопросов и споров относительно взаимосвязи выделенных трёх компонентов.
Проведенное в 1934 г. американским психологом Р. Лапьером исследование показало определённую степень несоответствия между поведением и аттитюдом. Главным выводом автора, получившее название «Парадокс Лапьера» стало то, что реальное поведение людей расходилось с их социальными установками, мнениями относительно объекта, что породило принятие активных мер по попыткам разрешить обнаруженное противоречие. Так, например, Д. Кац и Э. Стотленд предложили объяснить это через структуру аттитюда, а именно через влияние фактора ситуации на проявления того или иного компонента структуры социальной установки.
Принципиально иную точку зрения представил Дж. Бем, который говорил о том, что не аттитюд влияет на поведение, что разделяли большинство авторов, а что поведение оказывает воздействие на аттитюд. Автор объяснял это тем, что человек сначала наблюдает за поведением, и лишь после этого формируется установка, то есть люди как бы «выводят» свои установки исходя из наблюдения за собственным поведением.

## Функции аттитюда

#### Функциональная теория М. Смита, Д. Брунера, Р. Уайта (1956)
1. Функция оценки объекта — упрощение оценки поступающей новой информации о социальном объекте.
2. Функция социального приспособления — опосредование межличностных отношений в группе; происходит идентификация с группой или противопоставление себя группе.
3. Функция экстернализации — воплощение в жизнь скрытых, глубинных мотивов человека.

#### Функции аттитюдов по Д. Кац (1960)
1. Приспособительная (инструментальная) — направляет субъекта к тем объектам, которые служат достижению его целей.
2. Выражение ценностей — аттитюды выступают как средство выражения личности, самореализации.
3. Эго-защитная — способствуют разрешению внутренних конфликтов личности; защита от негативной информации, защита самооценки.
4. Организация знаний — организация представлений об окружающем мире.

## Подходы к формированию аттитюдов

#### Бихевиористскийподход
В рамках данного подхода аттитюд понимается как промежуточная переменная между неким объективным стимулом и внешней средой. Формирование аттитюда происходит практически без участия субъекта и может происходить за счет:
- наблюдения субъекта за поведением других людей и его последствиями
- положительного подкрепления
- формирования ассоциативных связей между стимулами или уже существующими установками

#### Мотивационный подход
В отличие от бихевиористкого подхода, здесь человек выступает как абсолютно рациональный субъект, активно «управляющий» формированием аттитюдов. Формирование происходит за счёт взвешивания всех «за» и «против» принятия нового аттитюда.
Выделяют две теории, описывающие формирование аттитюда:
- Теория когнитивного реагирования — формирование аттитюдов происходит в результате позитивного или негативного реагирования субъекта на новую позицию.
- Теория ожидаемых преимуществ — формирование аттитюда происходит исходя из оценивания человеком собственной максимальной пользы от принятия или непринятия нового аттитюда.

#### Когнитивныйподход
Подход включает в себя ряд теорий (теорию структурного баланса Ф. Хайдера, теорию коммуникативных актов Т. Ньюкома, теорию конгруэнтности Ч. Осгуда и П. Таннебаума, теорию когнитивного диссонанса Л. Фестингера), общим постулатом которых является стремление человека к внутренней согласованности. Таким образом, формирование аттитюдов происходит в результате стремления человека к разрешению возникших внутренних противоречий из-за несогласованности аттитюдов и когниций.

#### Структурный подход
Аттитюд представляется как функция структуры межличностных отношений. Предлагается рассмотрение формирования аттитюдов исходя из взаимодействия с социумом, из тесноты межличностного общения, в том числе и из наблюдения за аттитюдами окружающих нас людей. Человек сравнивает свои собственные установки с установками окружающих, «корректируя» их в соответствии со значимостью той или иной группы для него.

#### Генетический подход
В рамках этого подхода существует предположение о том, что формирование аттитюдов косвенно может быть обусловлено генетическими особенностями, проявляющимися во врождённых различиях темперамента, интеллектуальных способностях, биохимических реакциях и т. д.. Такие «врожденные» аттитюды являются гораздо более прочными по отношению к «приобретенным».